# Кильпута, Василий Ильич
Василий Ильич Кильпута (25 февраля 1918 — декабрь 1993) — разведчик взвода пешей разведки 137-го гвардейского стрелкового полка (47-я гвардейская стрелковая дивизия, 8-я гвардейская армия, 1-й Белорусский фронт) гвардии младший сержант — на момент представления к награждению орденом Славы 1-й степени.

## Биография
Родился 25 февраля 1918 года в станице Динская Краснодарского края.
В ноябре 1939 года был призван в Красную Армию. С июня 1941 года в составе своего полка участвовал в боях с захватчиками под городом Гродно. Через два месяца, в августе, попал в плен. В декабре 1943 года, при перевозке в Германию, бежал.
1-3 августа 1944 года в бою за населенный пункт Студзянка в числе первых ворвался во вражеский опорный пункт. 26 августа 1944 года награждён орденом Славы 3-й степени.
В феврале 1945 года переправился через реку Одер в районе города Кюстрин ныне город Костшин-над-Одрой, Польша, проник в тыл противника и установил расположение его огневых точек и район скопления пехоты. 27 февраля 1945 года награждён орденом Славы 2-й степени.
В мае 1945 года в бою за Берлин одним из первых переправился через реку Шпре, выявил позиции минометной и зенитной батарей противника, передал их координаты в штаб. В октябре 1945 года гвардии старшина Кильпута был демобилизован.
Указом Президиума Верховного Совета СССР от 15 мая 1946 года за мужество, отвагу и бесстрашие на заключительном этапе войны гвардии младший сержант Кильпута Василий Ильич награждён орденом Славы 1-й степени. Стал полным кавалером ордена Славы.
Жил в станице Динской. Скончался в декабре 1993 года.